# Adelheid Popp
Pour les articles homonymes, voir Popp.
Adelheid Popp (née Dworak le 11 février 1869 à Inzersdorf (de), morte le 7 mars 1939 à Vienne) est une ouvrière puis écrivaine autrichienne féministe et socialiste.

## Biographie
Adelheid Dworak quitte l'école après trois ans d'instruction et va travailler dans une usine. Par ses frères, elle participe à l'assemblée des travailleurs où elle prend la parole sur la situation des travailleuses et créé l'émoi. Par la suite, après avoir travaillé pendant douze heures à l'usine, elle apprend le soir à lire et à écrire puis lit les écrits socialistes et écrit des articles sur la situation des travailleuses. En fin de semaine, elle est présente à des réunions du parti social-démocrate.
Après avoir aidé à organiser une grève des femmes, elle est la cible de la police secrète et va plusieurs fois en prison. En 1891, elle est membre de l'Association pour l'éducation des travailleuses de Vienne. Elle co-fonde et est la rédactrice en chef d'Arbeiterinnen-Zeitung (de) jusqu'en 1919. Elle a de bonnes relations avec Friedrich Engels et August Bebel. En 1893, Adelheid épouse Julius Popp (de), un collègue et ami de Victor Adler, l'époux d'Emma Adler, avec laquelle elle était déjà amie. Julius Popp meurt en 1902. De cette union, naissent deux fils qui mourront, l'un durant la Première Guerre mondiale, l'autre de la grippe.
En 1902, elle fonde l'Union des Femmes et des Filles Sociales-Démocrates. En 1909, elle publie anonymement La Jeunesse d'une ouvrière avec une préface d'August Bebel, texte qui est diffusé dans les cercles socialistes.
En 1918, elle est élue à l'exécutif du Parti social-démocrate d'Autriche, puis au conseil municipal de Vienne où elle est présente jusqu'en 1923. En 1919, elle rentre au Conseil national et est réélue jusqu'en 1934. Elle est l'une des premières femmes députées en Autriche. Elle est également présidente de la Commission internationale des Femmes socialistes (en succession à Clara Zetkin). En 1929, elle publie Der Weg zur Höhe, une histoire du féminisme sociale-démocrate.
En 1933, elle prend sa retraite politique. Elle subit la guerre civile autrichienne en 1934, l'interdiction du parti socialiste, et l'Anschluss en 1938, sans pouvoir résister à cause de sa vieillesse.

## Œuvre
- Die Jugendgeschichte einer Arbeiterin – von ihr selbst erzählt [L'Autobiographie d'une jeune travailleuse, racontée par elle-même], Préface d'August Bebel. Ernst Reinhardt, Munich 1909.
- Erinnerungen. Aus meinen Kindheits- u. Mädchenjahren. Aus der Agitation und anderes. [Souvenirs. De mon enfance à mes années de jeune fille. De l'agitation et autres], Dietz, Stuttgart 1915.
- Der Weg zur Höhe: die sozialdemokratische Frauenbewegung Österreichs; ihr Aufbau, ihre Entwicklung und ihr Aufstieg [Le Chemin vers le sommet. Le mouvement féministe social-démocrate en Autriche, sa construction, son développement et son avancement], Vienne, 1929.

Édition en français
- La Jeunesse d'une ouvrière, traduit par Mina Valette. Préface d'August Bebel. Avant-propos de A. de Morsier. L. Martinet, Lausanne, 1913 ; réédition Maspero, 1979 ; réédition (présentée par Georges Haupt et annotée par Karin Königseder), Les Bons Caractères, Collection Témoignages, 2016.